# Bastián San Juan
Bastián Eladio San Juan Martínez (Talca, Chile, 27 de abril de 1994) es un futbolista chileno que juega de central en Rangers de la Primera B de Chile.

## Trayectoria
Comenzó jugando por Rangers de Talca en las inferiores, llegando hasta la categoría sub-15. Sin embargo, emigraría posteriormente a las inferiores de O'Higgins. Desde el 2011 de la mano del técnico José Cantillana comenzó a entrenar con el primer equipo celeste, siendo convocado para algunos partidos pero sin salir de la banca de suplentes, por lo cual terminó el año sin estrenarse.
Debutó en el profesionalismo el 5 de septiembre de 2012 en un partido contra Colchagua por Copa Chile, bajo las órdenes de Eduardo Berizzo. Con este técnico logró el título del Torneo Apertura 2013, pero participando sólo en 2 partidos. Luego de su debut, sólo tendría apariciones intermitentes en el Clausura 2014, pero el técnico lo tuvo en cuenta como titular en varios partidos de Copa Chile.
En el torneo Clausura 2015, con Pablo Sánchez como Director Técnico, logró continuidad como titular, haciendo dupla con Albert Acevedo y en otras oportunidades con Nicolás Vargas.
En 2019 San Juan arriba a Viña del Mar en condición de préstamo, el que fue renovado y perdura hasta el día de hoy, consolidándose bajo los 11 titulares de Javier Torrente con un desempeño

## Selección nacional
Ha sido seleccionado en categorías inferiores, pero no ha tenido nominaciones en la selección adulta. Sin embargo ha participado como sparring.

## Estadísticas

### Clubes
| Club              | Div.             | Temporada        | Liga  | Liga  | Copas nacionales | Copas nacionales | Torneos internacionales | Torneos internacionales | Total | Total |
| Club              | Div.             | Temporada        | Part. | Goles | Part.            | Goles            | Part.                   | Goles                   | Part. | Goles |
| ----------------- | ---------------- | ---------------- | ----- | ----- | ---------------- | ---------------- | ----------------------- | ----------------------- | ----- | ----- |
| O'Higgins · Chile | 1.ª              | 2012             | —     | —     | 1                | 0                | —                       | —                       | 1     | 0     |
| O'Higgins · Chile | 1.ª              | 2013             | 1     | 0     | 2                | 0                | —                       | —                       | 3     | 0     |
| O'Higgins · Chile | 1.ª              | 2013-14          | 6     | 0     | —                | —                | —                       | —                       | 6     | 0     |
| O'Higgins · Chile | 1.ª              | 2014-15          | 11    | 0     | 6                | 0                | —                       | —                       | 17    | 0     |
| O'Higgins · Chile | 1.ª              | 2015-16          | 17    | 1     | 3                | 0                | —                       | —                       | 20    | 1     |
| O'Higgins · Chile | 1.ª              | 2016-17          | 8     | 0     | 3                | 0                | —                       | —                       | 11    | 0     |
| O'Higgins · Chile | 1.ª              | 2017             | 11    | 0     | 2                | 0                | —                       | —                       | 13    | 0     |
| O'Higgins · Chile | 1.ª              | 2018             | 13    | 1     | 1                | 0                | —                       | —                       | 13    | 1     |
| O'Higgins · Chile | Total club       | Total club       | 67    | 2     | 18               | 0                | 0                       | 0                       | 85    | 2     |
| Total en carrera  | Total en carrera | Total en carrera | 67    | 2     | 18               | 0                | 0                       | 0                       | 85    | 2     |
| 1. 2.             |                  |                  |       |       |                  |                  |                         |                         |       |       |

## Palmarés

### Campeonatos nacionales
| Título             | Club      | País  | Año    |
| ------------------ | --------- | ----- | ------ |
| Primera División   | O'Higgins | Chile | 2013-A |
| Supercopa de Chile | O'Higgins | Chile | 2014   |
| Primera B          | Cobreloa  | Chile | 2023   |

### Distinciones individuales
| Distinción                   | Año  |
| ---------------------------- | ---- |
| Medalla Santa Cruz de Triana | 2014 |